# Montanismus
Der Montanismus (auch phrygische Häresie bzw. Neue Prophetie als Selbstbezeichnung) war eine christliche prophetische Bewegung seit etwa 160 n. Chr. in Kleinasien. Die Mitglieder glaubten, Offenbarungen des Heiligen Geistes zu besitzen, die ihrem Gründer Montanus angesichts des nahen Weltendes eingegeben worden seien. Ihre strenge Ethik war auf eine Erneuerung und Vervollkommnung der kirchlichen Lebensordnung (Martyrium, Ehe, Fasten, Buße) ausgerichtet. Die Bewegung wurde später als Häresie verurteilt.

## Historischer Überblick

### Geschichte der Bewegung
Der Montanismus entstand 157 (Epiphanius) oder 172 n. Chr. (Eusebius) in Ardabau in Phrygien (Kleinasien). Dass es um 170 n. Chr. bereits mehrere Reaktionen auf ihn gab, spricht für das frühere Datum. Montanus war ein neugewonnener Christ und soll zuvor Beschnittener der Kybele oder Priester des Apollon gewesen sein. Dies könnte aber auch diffamierende Häretikerpolemik gewesen sein. Montanus erhob den Anspruch, das eschatologische Sprachrohr des Parakleten zu sein, der bereits im Evangelium nach Johannes 14,16  erwähnt wird. Er verkündete das nahe Ende des gegenwärtigen Zeitalters (Parusieerwartung).
In der phrygischen Ortschaft Pepuza würde das neue Jerusalem vom Himmel herabkommen, und hier sollte man auch gemeinsam den Anbruch des Tausendjährigen Reiches (Chiliasmus) erwarten. Neben die Naherwartung trat eine rigoristische Ethik: Montanus forderte eine strenge Askese, verschärftes Fasten mit Schlafentzug, die Auflösung der Ehe bzw. Unterlassung des Geschlechtsverkehrs überhaupt (Virginität) und die Bereitschaft zum Martyrium, das als direkter Weg zu Gott ersehnt wurde.
Montanus fand eine große Anhängerschaft. Unter ihnen waren die beiden Frauen Priska (auch: Priscilla, Priskilla) und Maximilla, die ebenfalls als Prophetinnen wirkten. Nach dem Tod des Montanus und der Priska führte Maximilla die Bewegung weiter. Als diese 179 auch verstarb, ohne dass das Weltende gekommen war, mussten sich die Anhänger neu orientieren. Die Naherwartung klang ab, aber das Ausbleiben der Wiederkunft Christi wurde als Aufschub dank göttlicher Langmut gewertet. Trotzdem wurde in der als Endzeit voller Drangsale verstandenen Frist um baldiges Kommen des göttlichen Reiches gebetet.
Der Montanismus verbreitete sich von Kleinasien nach Syrien und Thrakien. Auch in Nordafrika, wo die christliche Tradition von der Idee des Martyriums und der Betonung der Gaben des Geistes geprägt war, fand die Neue Prophetie Zustimmung, und breitete sich schließlich ab circa 200 auch im Abendland aus. Die römische Gemeinde war zeitweise nahe daran, sich für den Montanismus zu entscheiden.
Der Kirchenvater Tertullian trat möglicherweise um 207 zum Montanismus über; jedenfalls setzte er sich in seinen letzten Schriften Gegen Praxeas, Über das Fasten, Über die Einehe und Über die Keuschheit (ca. 211–217) für die strenge montanistische Ethik ein und schrieb positiv über Montanus selbst. Der Montanismus in Nordafrika dürfte nach dem Tod Tertullians erloschen sein, wirkte aber hundert Jahre später im Donatismus weiter. Letzte Zeugnisse von Montanisten finden sich im 5. und 6. Jahrhundert in Kleinasien. Auf das Jahr 714 datiert Theophanes noch einmal eine Selbstverbrennung von Montanisten.

### Reaktion auf die Großkirche
Der Montanismus gewann seine Stoßkraft durch die zunehmende Verweltlichung der Kirche. Die Erwartung der urchristlichen Gemeinde hatte sich nicht erfüllt und war einer ruhigeren Betrachtung gewichen. Zunehmend verfestigten sich kirchliche Strukturen bzw. Ämter und es wurden Kompromisse mit der Welt geschlossen. In Bezug auf die sittlichen Forderungen machten sich laxere Maßstäbe bemerkbar. So begrüßten viele Christen den Montanismus als Reaktion auf diese Entwicklungen und als eine Besinnung auf urchristliche Wurzeln.

### Reaktionen der Großkirche
Theologisch löste die Bewegung einen Reflexionsprozess in der Großkirche aus, insbesondere zu den Themen Prophetie, Amt und Geist, Synoden und Autorität des Kanons. Zwar war der Montanismus im Grunde rechtgläubig, doch wurde er vor allem wegen seiner schwärmerisch-endzeitlichen Verkündigung als Problem empfunden. Man konnte aufgrund der biblischen Tradition zwar nicht die Prophetie generell diskreditieren, aber die kirchlichen Schriftsteller argumentierten, dass Prophetie in Ekstase unbiblisch sei, verwiesen darauf, dass seit dem Tod von Montanus und seiner Prophetinnen keine Prophetie mehr vorgekommen sei, und stellten Montanus’ Lebensweise in Frage.
Das Verhältnis von Amt und Geist wurde dahingehend geklärt, dass der Heilige Geist nicht in Einzelgestalten und wunderbaren Phänomenen wirke, sondern der apostolischen Kirche als Institution gegeben sei. Außerdem forderte der Montanismus die erstmalige Einrichtung von Bischofssynoden zur Feststellung des kirchlichen Konsenses heraus. Die Exklusivität des biblischen Kanons wurde festgestellt und der Normativitätsanspruch anderer Offenbarungen wie der des Montanus abgelehnt.
Trotz der späteren Einordnung des Montanismus als Häresie war die Bewegung in der Großkirche zunächst unterschiedlich beurteilt worden: Während Soterus gegen die Lehre schrieb und auch Gaius als Gegenstimme auftrat, scheinen die römischen Bischöfe Eleutherus und Viktor I. einen Integrationsversuch unternommen zu haben, der durch Praxeas dann verhindert wurde.

## Erhaltene Aussprüche von Montanisten
Montanistische Schriften sind nicht überliefert. In den Zitaten der kirchlichen Gegner und bei Tertullian finden sich jedoch vierzehn wohl echte Prophetensprüche (vgl. R.E. Heine).
- Von Montanus:

1. Siehe, der Mensch ist wie eine Lyra, und ich fliege hinzu wie ein Plektron. Der Mensch schläft, und ich wecke (ihn). Siehe, es ist der Herr, der die Herzen der Menschen erregt und den Menschen ein neues Herz gibt. (Epiph., Pan. 48,4,1) –
2. Weder ein Engel noch ein Sendbote, sondern ich, der Herr, Gott der Vater ist gekommen. (Epiph., Pan. 48,11,9) –
3. Ich bin der Herr, Gott, der Allmächtige, wohnend in einem Menschen. (Epiph., Pan. 48,11,1) –
4. Warum nennst du den über einen Menschen (Hinausragenden) gerettet? Wird doch der Gerechte hundertfach mehr leuchten als die Sonne, die Kleinen aber unter euch, die gerettet werden, hundertfach mehr als der Mond. (Epiph., Pan. 48,10,3)
- Von Maximilla:

5. Hört nicht auf mich, sondern hört auf Christus. (Epiph., Pan. 48,12,4) –
6. Der Herr hat mich gesandt als Anhänger, Enthüller und Deuter dieser Mühsal, dieses Bundes und dieser Verheißung, der, willens oder nicht, gezwungen ist, die Erkenntnis Gottes wahrzunehmen. (Epiph., Pan. 48,13,1) –
7. Ich werde verfolgt wie ein Wolf von den Schafen fort. Ich bin kein Wolf. Ich bin Wort und Geist und Kraft. (Orbanus bei Eus., Kirchengeschichte 5,16,17) –
8. Nach mir wird kein Prophet mehr sein, sondern die Vollendung. (Epiph., Pan. 48,2,4)
- Von Priska:

9. Über sie [die Leugner der leiblichen Auferstehung] hat auch der Paraklet durch die Prophetin Prisca treffend gesagt: „Sie sind Fleisch und hassen das Fleisch.“ (Tert., Carn. 11,2) –
10. Denn sooft das Herz Läuterung gibt, schauen sie Gesichte und hören, wenn sie ihr Antlitz nach unten wenden, auch heilsame Worte, die ebenso deutlich wie verborgen sind. (Tert., Cast. 10,5)
- Vielleicht von Quintilla (Nachfolgerin Maximillas?):

11. Christus kam zu mir unter dem Erscheinungsbild einer Frau in einem glänzenden Gewand und gab mir Weisheit ein und offenbarte mir, daß dieser Ort [nämlich Pepuza] heilig sei und hier das Jerusalem aus dem Himmel herabkommen werde. (Epiph., Pan. 49,1,3)
- Nicht zuzuordnen:

12. … der ich den Parakleten selbst in den Neuen Propheten habe, der sagt: „Die Kirche kann Sünde vergeben, aber ich will es nicht tun, damit sie nicht noch andere Sünden begehen.“ (Tert., Pud. 21,7) –
13. Du wirst angeprangert, das ist gut für dich. Wer nämlich nicht vor den Menschen angeprangert wird, der wird vor dem Herrn angeprangert. Laß dich nicht verwirren. Gerechtigkeit bringt dich vor die Öffentlichkeit. Was läßt du dich verwirren, wenn du Lob davonträgst. Es bietet sich eine Gelegenheit, wenn du von Menschen angestarrt wirst. (Tert., Fug. 9,4) –
14. Wünscht nicht in euren Betten noch bei Fehlgeburten noch an gelindem Fieber zu verscheiden, sondern in Martyrien, damit der verherrlicht werde, der für euch gelitten hat. (Tert., Fug. 9,4)